# Heinrich Bernhard Oldenland
Heinrich Bernhard Oldenland, auch Henrik Bernard Oldenland (* 1663 in Lübeck, Hansestadt; † 1697 in Kapstadt, Kapkolonie), war ein deutscher Botaniker. Sein offizielles botanisches Autorenkürzel lautet „Oldenl.“  

## Leben und Wirken
Heinrich Bernhard Oldenland schrieb sich im Mai 1686 an der Universität Leiden für das Medizinstudium ein. Dort studierte er drei Jahre bei Paul Hermann, der auch sein Interesse an der Botanik weckte. 
Als Angestellter der Niederländischen Ostindien-Kompanie reiste er Ende 1688 zur niederländischen Kapkolonie. In den ersten drei Monaten des Jahres 1689 nahm er an einer Erkundungsexpedition teil, die unter der Leitung von Fähnrich Isaq Schrijver von Kapstadt aufbrechend, tief in das östliche Landesinnere vordrang. Während dieser Expedition sammelte er zahlreiche neue Pflanzen.
Oldenland wurde freier Bürger von Kapstadt, nahm Ende 1692 einen Posten als Hauptgärtner und Landvermesser der Regierung an und heiratete im darauffolgenden Jahr. Mit Unterstützung des damaligen Gouverneurs Simon van der Stel entwickelte er gemeinsam mit Jan Hartog (1663–1722) den Garten der Kompanie zu einem Ort der die Bewunderung vieler Reisender fand. Unter der Bezeichnung Company’s Garden ist er noch heute eine bekannte Sehenswürdigkeit Kapstadts.
Oldenland arbeitete an einem Herbarium und einem Katalog der örtlichen Flora. Sein  zeitiger Tod 1697 verhinderte jedoch die Vollendung der umfangreichen Aufgabe. Die Ergebnisse dieser Arbeit fanden jedoch Eingang in die Werke Caput bonae spei hodiernum (1719) von Peter Kolb und  Thesaurus zeylanicus (1736) von Johannes Burman.

## Dedikationsnamen
Charles Plumier benannte ihm zu Ehren die Gattung Oldenlandia der Pflanzenfamilie der Rötegewächse (Rubiaceae). Carl von Linné übernahm später diesen Namen. Auch die Gattungen Oldenlandiopsis Terrell & W.H.Lewis  und Thamnoldenlandia Groeninckx aus derselben Familie der Rubiaceae sind nach ihm benannt.

## Nachweise